# Veľké Kostoľany
Veľké Kostoľany jsou obec na Slovensku, v okrese Piešťany v Trnavském kraji.
První písemná zmínka o obci pochází z roku 1209. V obci je římskokatolický kostel sv. Víta z roku 1464 a dvě kapličky: Sedmibolestné Panny Marie z roku 1768 a Narození Panny Marie z roku 1832.
V roce 2017 zde žilo 2 764 obyvatel.

## Osobnosti
- Cyprián Majerník (1909–1945), malíř